# Leontius (Gegenkaiser)

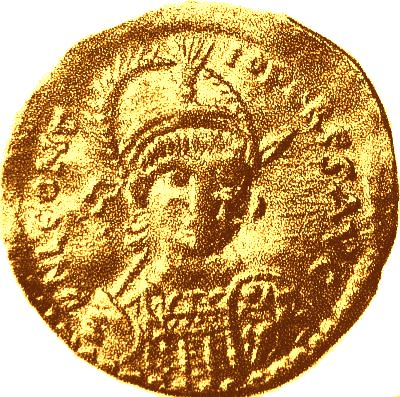
Solidus des Leontius

Leontius (altgriechisch Λεόντιος; † 488) war ein römischer Gegenkaiser zu Kaiser Zenon im Osten des Römischen Reiches.

## Leben
Leontius war ein Mann einfacher Herkunft, der sich beim Militär hochdiente und 482 von Kaiser Zenon, einem isaurischen Landsmann, sogar zum Patricius erhoben wurde.
Als der magister militum per Orientem Illus sich im Jahr 484 in Antiochia gegen Kaiser Zenon erhob, entsandte dieser Leontius, um diesen Aufstand niederzuschlagen. Leontius wurde jedoch von Illus überredet, sich selbst zum Kaiser ausrufen zu lassen, was am 19. Juli 484 in Tarsus durch Verina, die Witwe des Kaisers Leo I. – wenn auch nicht freiwillig – geschah.
Leontius versuchte, ein Bündnis mit den Persern zustande zu bringen. Als dieser Versuch jedoch nicht fruchtete und die Truppen des Kaisers Zenon anrückten, floh er mit Illus und Verina in die isaurische Bergfestung Papyrios, wo Verina noch im gleichen Jahr starb. Der Gegenkaiser konnte die Festung noch bis zum Herbst 488 halten, als die Truppen Zenons sie durch Verrat unter Leontius’ Soldaten erstürmen konnten. Illus und Leontius wurden daraufhin hingerichtet.